# Скијавацоло (Арецо)
Скијавацоло је насеље у Италији у округу Арецо, региону Тоскана.
Према процени из 2011. у насељу је живело 22 становника. Насеље се налази на надморској висини од 251 м.